# Gelimer
Gelimer (česky Želimír, 480–553) byl král Vandalů a Alanů a poslední panovník severoafrického království Vandalů. Králem se stal poté, co sesadil svého bratrance Hildericha, který podporoval katolíky (Vandalové byli ariáni). Východořímský císař Justinián I. brzy na to vyhlásil Vandalům válku, aby se zmocnil jejich území. Vandalové v čele s Gelimerem bojovali proti římské armádě v čele s Belisarem, ale v roce 533 byli dvakrát poraženi a v roce 534 se Belisarovi Gelimer vzdal a přijal římskou nabídku na rozsáhlý majetek ve východořímské říši.